# ウィリアム・ホワイト
ウィリアム・ジョン・ホワイト（William John White、1848年4月19日 - 1901年5月2日）は、イギリス・バプテスト伝道会社の宣教師であり、基督教書籍会社の主事である。
1848年英国ハンプシャー州ブロックハーストの軍人の家系に生まれる。ポーツマス海軍兵学校を卒業し、海軍将校として軍籍にあったが、軍人に不適格を感じ軍人を辞任する。
1870年米国ジョージア州のアメリカン・バプテスト自由伝道協会(ABFMS)の宣教師ネイサン・ブラウンに日本に行くことを相談する。1871年来日して在日商館員として働く。グイド・フルベッキの商会で私立、公立学校の英語教師になる後に、開成学校の教師になる。
1876年スポルジョン神学校で学ぶために、英国へ戻る。神学校でチャールズ・スポルジョンの感化を受ける。
1878年(明治11年)12月イギリス・バプテスト伝道会社の宣教師として再来日し、日本教区を開設する。1879年6月に2名に浸礼を授けた。本所浸礼協会を京橋に建てる。1885年教会を木挽町に設立し、京橋浸礼教会になる。1887年栃木伝道を行い栃木教会を設立する。日本人教職者鈴木重威に責任を委譲し司牧巡回をする。
1890年にミッションの本部がアメリカ・バプテスト宣教連合に日本教区を委譲したので、ホワイトは日本基督書籍会社主事になり死没するまで責任を負った。聖書や多数の書籍を和訳し、また日本の書籍を英訳した。